# Municipalità regionale della contea di Pontiac
La municipalità regionale di contea di Pontiac è una municipalità regionale di contea del Canada, localizzata nella provincia del Québec, nella regione di Outaouais.
Il suo capoluogo è Campbell's Bay.

## Suddivisioni
Municipalità
- Alleyn-et-Cawood
- Bristol
- Bryson
- Campbell's Bay
- Clarendon
- L'Île-du-Grand-Calumet
- L'Isle-aux-Allumettes
- Litchfield
- Mansfield-et-Pontefract
- Otter Lake
- Rapides-des-Joachims
- Shawville
- Sheenboro
- Thorne
- Waltham

Township
- Chichester

Villaggi
- Fort-Coulonge
- Portage-du-Fort

Territori non organizzati
- Lac-Nilgaut